# Aechmea hoppii
Aechmea hoppii är en gräsväxtart som först beskrevs av Hermann August Theodor Harms, och fick sitt nu gällande namn av Lyman Bradford Smith. Aechmea hoppii ingår i släktet Aechmea och familjen Bromeliaceae. Inga underarter finns listade i Catalogue of Life.